# Saison 2021-2022 du Stade rochelais
 (janvier 2024).
Cette page présente la saison 2021-2022 du Stade rochelais en Top 14, en Champions Cup et au Supersevens.

## Effectif
L'ensemble de l'effectif pour la saison 2021/2022 du Stade rochelais.
| Poste            | Nom                 | Autre(s) poste(s)                   | Naissance         | Nationalité sportive | Sélections (points marqués) | Dernier club         | Arrivée au club (année) | Joueur issu des filières de formation (JIFF) |
| ---------------- | ------------------- | ----------------------------------- | ----------------- | -------------------- | --------------------------- | -------------------- | ----------------------- | -------------------------------------------- |
| Pilier gauche    | Léo Aouf            | -                                   | 25 février 1997   | France               | -                           | Stade poitevin rugby | 2015                    | ✔️                                           |
| Pilier gauche    | Dany Priso          | -                                   | 2 janvier 1994    | France               | 14 (0)                      | Stade français       | 2016                    | ✔️                                           |
| Pilier gauche    | Reda Wardi          | -                                   | 2 août 1995       | France               | -                           | AS Béziers           | 2019                    | ✔️                                           |
| Talonneur        | Facundo Bosch       | Troisième ligne                     | 8 août 1991       | Argentine            | 9 (5)                       | SU Agen              | 2019                    | ❌                                           |
| Talonneur        | Pierre Bourgarit    | -                                   | 12 septembre 1997 | France               | 5 (0)                       | FC Auch              | 2017                    | ✔️                                           |
| Talonneur        | Samuel Lagrange     | -                                   | 23 janvier 1997   | France               | -                           | Formé au club        | 2012                    | ✔️                                           |
| Pilier droit     | Uini Atonio         | Deuxième ligne                      | 26 mars 1990      | France               | 44 (0)                      | Counties Manukau     | 2011                    | ❌                                           |
| Pilier droit     | Ramiro Herrera      | -                                   | 14 février 1989   | Argentine            | 42 (0)                      | Stade français       | 2019                    | ❌                                           |
| Pilier droit     | Guram Papidze       | -                                   | 16 juin 1997      | Géorgie              | -                           | USON Nevers Rugby    | 2021                    | ✔️                                           |
| Pilier droit     | Joel Sclavi         | -                                   | 25 juin 1994      | Argentine            | -                           | Jaguares XV          | 2021                    | ❌                                           |
| Deuxième ligne   | Thomas Lavault      | -                                   | 3 mai 1999        | France               | -                           | Formé au club        | 2016                    | ✔️                                           |
| Deuxième ligne   | Rémi Picquette      | -                                   | 23 février 1995   | France               | -                           | RC Vannes            | 2014 puis 2021          | ✔️                                           |
| Deuxième ligne   | Romain Sazy         | Troisième ligne                     | 18 octobre 1986   | France               | -                           | US Montauban         | 2010                    | ✔️                                           |
| Deuxième ligne   | William Skelton     | -                                   | 3 mai 1992        | Australie            | 21 (10)                     | Saracens             | 2020                    | ❌                                           |
| Deuxième ligne   | Mathieu Tanguy      | Troisième ligne                     | 5 mai 1996        | France               | -                           | Formé au club        | 2012                    | ✔️                                           |
| Troisième ligne  | Grégory Alldritt    | -                                   | 23 mars 1997      | France               | 32 (20)                     | FC Auch              | 2016                    | ✔️                                           |
| Troisième ligne  | Paul Boudehent      | -                                   | 21 novembre 1999  | France               | -                           | Formé au club        | 2017                    | ✔️                                           |
| Troisième ligne  | Rémi Bourdeau       | -                                   | 27 février 1992   | France               | -                           | AS Béziers           | 2018                    | ✔️                                           |
| Troisième ligne  | Kevin Gourdon       | -                                   | 23 janvier 1990   | France               | 19 (0)                      | ASM Clermont         | 2012                    | ✔️                                           |
| Troisième ligne  | Matthias Haddad     | -                                   | 10 mars 2001      | France               | -                           | Formé au club        | 2016                    | ✔️                                           |
| Troisième ligne  | Wiaan Liebenberg    | -                                   | 31 août 1992      | Afrique du Sud       | -                           | Montpellier HR       | 2018                    | ❌                                           |
| Troisième ligne  | Victor Vito         | -                                   | 27 mars 1987      | Nouvelle-Zélande     | 33 (20)                     | Hurricanes           | 2016                    | ❌                                           |
| Demi de mêlée    | Thomas Berjon       | -                                   | 12 avril 1998     | France               | -                           | Formé au club        | 2010                    | ✔️                                           |
| Demi de mêlée    | Tawera Kerr-Barlow  | -                                   | 15 août 1990      | Nouvelle-Zélande     | 28 (10)                     | Chiefs               | 2017                    | ❌                                           |
| Demi de mêlée    | Jules Le Bail       | Demi d'ouverture                    | 9 février 1992    | France               | -                           | RC Vannes            | 2010 puis 2020          | ✔️                                           |
| Demi d'ouverture | Jules Plisson       | -                                   | 20 septembre 1991 | France               | 18 (68)                     | Stade français       | 2019                    | ✔️                                           |
| Demi d'ouverture | Pierre Popelin      | Arrière                             | 23 juin 1995      | France               | -                           | RC Vannes            | 2013 puis 2021          | ✔️                                           |
| Demi d'ouverture | Ihaia West          | Centre / Arrière                    | 13 août 1992      | Nouvelle-Zélande     | -                           | Hurricanes           | 2018                    | ❌                                           |
| Centre           | Levani Botia        | Troisième ligne                     | 14 mars 1989      | Fidji                | 20 (25)                     | Namosi               | 2014                    | ❌                                           |
| Centre           | Pierre Boudehent    | Ailier                              | 6 février 1998    | France               | VII 42 (79)                 | Formé au club        | 2015                    | ✔️                                           |
| Centre           | Eneriko Buliruarua  | Ailier                              | 23 janvier 1997   | Fidji                | 1 (0)                       | CA Brive             | 2021                    | ✔️                                           |
| Centre           | Jonathan Danty      | -                                   | 7 octobre 1992    | France               | 13 (10)                     | Stade français       | 2021                    | ✔️                                           |
| Centre           | Jules Favre         | Ailier                              | 22 mars 1999      | France               | -                           | Formé au club        | 2017                    | ✔️                                           |
| Centre           | Jérémy Sinzelle     | Demi d'ouverture / Ailier / Arrière | 2 juillet 1990    | France               | -                           | Stade français       | 2017                    | ✔️                                           |
| Ailier           | Martin Alonso Munoz | -                                   | 2 décembre 1999   | Espagne              | 2 (0)                       | ASM Clermont         | 2019                    | ✔️                                           |
| Ailier           | Malcom Bertschy     | -                                   | 27 janvier 2000   | France               | -                           | Formé au club        | 2015                    | ✔️                                           |
| Ailier           | Dillyn Leyds        | Demi d'ouverture / Arrière          | 12 septembre 1992 | Afrique du Sud       | 10 (5)                      | Stormers             | 2020                    | ❌                                           |
| Ailier           | Arthur Retière      | Demi de mêlée / Arrière             | 1er août 1997     | France               | 1 (0)                       | Racing 92            | 2016                    | ✔️                                           |
| Ailier           | Raymond Rhule       | Centre                              | 6 novembre 1992   | Afrique du Sud       | 7 (5)                       | FC Grenoble          | 2020                    | ❌                                           |
| Arrière          | Brice Dulin         | -                                   | 13 avril 1990     | France               | 36 (48)                     | Racing 92            | 2020                    | ✔️                                           |

| Légende                                                                             |
| Joueurs espoirs intégrés au vestiaire professionnel pour l'intégralité de la saison |

### Jokers
| Poste     | Nom           | Autre(s) poste(s) | Naissance     | Nationalité sportive | Sélections (points marqués) | Joker de      | Nature du joker    | Dernier club | Mois d'arrivée | Mois de départ |
| --------- | ------------- | ----------------- | ------------- | -------------------- | --------------------------- | ------------- | ------------------ | ------------ | -------------- | -------------- |
| Talonneur | Motu Matu'u   | -                 | 30 avril 1987 | Samoa                | 22 (15)                     | Facundo Bosch | Joueur additionnel | London Irish | Septembre 2021 | Novembre 2021  |
| Centre    | Kavekini Tabu | Ailier            | 21 juin 1994  | Fidji                | VII 26 (15)                 | Levani Botia  | Joker médical      | Yamacia      | Janvier 2022   | Juin 2022      |

## Staff sportif
Le staff sportif complet du Stade rochelais pour la saison 2021-2022 :

### Entraîneurs
| Nom               | Rôle                                   | Nationalité sportive | Ancien club entraîné | Ancien joueur du club | Année d'arrivée dans le staff          |
| ----------------- | -------------------------------------- | -------------------- | -------------------- | --------------------- | -------------------------------------- |
| Ronan O'Gara      | Manager                                | Irlande              | Crusaders            | ❌                    | 2019                                   |
| Sébastien Boboul  | Entraîneur des arrières                | France               | -                    | ✔️                    | 2012 (espoirs) - 2020 (professionnels) |
| Romain Carmignani | Entraîneur des avants                  | France               | Limoges rugby        | ✔️                    | 2018 (espoirs) - 2020 (professionnels) |
| Donnacha Ryan     | Entraîneur des avants                  | Irlande              | -                    | ❌                    | 2021                                   |
| Gurthrö Steenkamp | Entraîneur adjoint, chargé de la mêlée | Afrique du Sud       | Colomiers rugby      | ❌                    | 2021                                   |

| - Ludovic Humetz (responsable médical) - Pierre Guérin (médecin) - Franck Victor (médecin) - Lylian Barthuel (kinésithérapeute) - Thierry Lévèque (kinésithérapeute) - Dominique Merlande (ostéopathe) | - Philippe Gardent (responsable) - Tommaso Boldrini - Thibaud Hugueny |

| - Florent Agounine (vidéo et performance) - Matthieu Leroy (vidéo et statistiques) | - Frédéric Sarthou (indendant) - Arnaud Dorier (responsable des opérations) |

## Calendrier et résultats

### Top 14

#### Résumé
Les matches du Stade rochelais pour la saison de Top 14 2021-2022 :
| Date                   | Heure      | Domicile              | Score   | Extérieur             | Stade                      | Diffusion TV          | Journée                                                | Classement |
| ---------------------- | ---------- | --------------------- | ------- | --------------------- | -------------------------- | --------------------- | ------------------------------------------------------ | ---------- |
| Phase aller du Top 14  |            |                       |         |                       |                            |                       |                                                        |            |
| 5 septembre 2021       | 21:05 CEST | Stade rochelais       | 16 - 20 | Stade toulousain      | Stade Marcel-Deflandre     | Canal+                | 1re journée de Top 14                                  | 9e         |
| 11 septembre 2021      | 21:05 CEST | Racing 92             | 23 - 10 | Stade rochelais       | Paris La Défense Arena     | Canal+                | 2e journée de Top 14                                   | 13e        |
| 18 septembre 2021      | 21:05 CEST | ASM Clermont          | 23 - 22 | Stade rochelais       | Stade Marcel-Michelin      | Canal+                | 3e journée de Top 14                                   | 13e        |
| 25 septembre 2021      | 15:00 CEST | Stade rochelais       | 59 - 17 | Biarritz olympique PB | Stade Marcel-Deflandre     | Rugby+                | 4e journée de Top 14                                   | 12e        |
| 2 octobre 2021         | 15:00 CEST | Montpellier HR        | 21 - 11 | Stade rochelais       | GGL Stadium                | Rugby+                | 5e journée de Top 14                                   | 13e        |
| 9 octobre 2021         | 15:00 CEST | Stade rochelais       | 29 - 10 | Castres olympique     | Stade Marcel-Deflandre     | Rugby+                | 6e journée de Top 14                                   | 10e        |
| 16 octobre 2021        | 15:00 CEST | CA Brive              | 6 - 8   | Stade rochelais       | Stade Amédée-Domenech      | Rugby+                | 7e journée de Top 14                                   | 7e         |
| 24 octobre 2021        | 21:05 CEST | Stade rochelais       | 39 - 6  | RC Toulon             | Stade Marcel-Deflandre     | Canal+                | 8e journée de Top 14                                   | 5e         |
| 30 octobre 2021        | 15:00 CEST | USA Perpignan         | 22 - 13 | Stade rochelais       | Stade Aimé-Giral           | Rugby+                | 9e journée de Top 14                                   | 7e         |
| 5 novembre 2021        | 21:00 CET  | Stade rochelais       | 26 - 3  | Union Bordeaux-Bègles | Stade Marcel-Deflandre     | Canal+                | 10e journée de Top 14                                  | 6e         |
| 27 novembre 2021       | 15:00 CET  | Stade rochelais       | 36 - 8  | Section paloise       | Stade Marcel-Deflandre     | Rugby+                | 11e journée de Top 14                                  | 4e         |
| 5 décembre 2021        | 21:05 CET  | Stade français Paris  | 25 - 20 | Stade rochelais       | Stade Jean-Bouin           | Canal+                | 12e journée de Top 14                                  | 5e         |
| 27 décembre 2021       | 21:05 CET  | Stade rochelais       | 25 - 3  | LOU rugby             | Stade Marcel-Deflandre     | Canal+                | 13e journée de Top 14                                  | 4e         |
| Phase retour du Top 14 |            |                       |         |                       |                            |                       |                                                        |            |
| 2 janvier 2022         | 18:00 CET  | Castres olympique     | 31 - 30 | Stade rochelais       | Stade Pierre-Fabre         | Canal+                | 14e journée de Top 14                                  | 5e         |
| 29 janvier 2022        | 17:00 CET  | Stade rochelais       | 23 - 29 | Montpellier HR        | Stade Marcel-Deflandre     | Rugby+                | 16e journée de Top 14                                  | 6e         |
| 6 février 2022         | 21:05 CET  | Biarritz olympique PB | 27 - 24 | Stade rochelais       | Parc des sports d'Aguiléra | Canal+                | 17e journée de Top 14                                  | 7e         |
| 19 février 2022        | 21:05 CET  | Stade rochelais       | 31 - 27 | ASM Clermont          | Stade Marcel-Deflandre     | Canal+                | 18e journée de Top 14                                  | 8e         |
| 26 février 2022        | 17:15 CET  | Section paloise       | 16 - 22 | Stade rochelais       | Stade du Hameau            | Rugby+                | 19e journée de Top 14                                  | 7e         |
| 5 mars 2022            | 17:00 CET  | Stade rochelais       | 41 - 15 | CA Brive              | Stade Marcel-Deflandre     | Rugby+                | 20e journée de Top 14                                  | 6e         |
| 19 mars 2022           | 17:15 CET  | RC Toulon             | 41 - 11 | Stade rochelais       | Stade Mayol                | Canal+                | Match en retard comptant pour la 15e journée de Top 14 | 7e         |
| 26 mars 2022           | 17:00 CET  | Stade rochelais       | 19 - 0  | Racing 92             | Stade Marcel-Deflandre     | Rugby+                | 21e journée de Top 14                                  | 4e         |
| 2 avril 2022           | 21:05 CEST | Union Bordeaux-Bègles | 15 - 16 | Stade rochelais       | Stade Chaban-Delmas        | Canal+                | 22e journée de Top 14                                  | 3e         |
| 23 avril 2022          | 17:15 CEST | Stade rochelais       | 32 - 16 | USA Perpignan         | Stade Marcel-Deflandre     | Rugby+                | 23e journée de Top 14                                  | 3e         |
| 30 avril 2022          | 21:05 CEST | Stade toulousain      | 23 - 16 | Stade rochelais       | Stadium de Toulouse        | Canal+                | 24e journée de Top 14                                  | 7e         |
| 21 mai 2022            | 17:15 CEST | Stade rochelais       | 32 - 13 | Stade français Paris  | Stade Marcel-Deflandre     | Rugby+                | 25e journée de Top 14                                  | 4e         |
| 5 juin 2022            | 21:05 CEST | LOU rugby             | 26 - 29 | Stade rochelais       | Matmut Stadium Gerland     | Canal+, Canal+ Décalé | 26e journée de Top 14                                  | 5e         |
| Phase finale du Top 14 |            |                       |         |                       |                            |                       |                                                        |            |
| 11 juin 2022           | 21:05 CEST | Stade toulousain      | 33 - 28 | Stade rochelais       | Stade Ernest-Wallon        | Canal+                | Barrages du Top 14                                     |            |

Évolution du classement :
Le graphique qui aurait dû être présenté ici ne peut pas être affiché car il utilise l'ancienne extension Graph, désactivée pour des questions de sécurité. Des indications pour créer un nouveau graphique avec la nouvelle extension Chart sont disponibles ici.

#### Classement Top 14
| Rang | Club                  | J  | V  | N | D  | Bo | Bd | Pm  | Pe  | Diff | Pts |
| ---- | --------------------- | -- | -- | - | -- | -- | -- | --- | --- | ---- | --- |
| 1    | Castres olympique     | 26 | 17 | 1 | 8  | 5  | 1  | 565 | 529 | +36  | 76  |
| 2    | Montpellier HR        | 26 | 15 | 2 | 9  | 4  | 6  | 619 | 503 | +116 | 74  |
| 3    | Union Bordeaux Bègles | 26 | 15 | 1 | 10 | 5  | 5  | 610 | 484 | +126 | 72  |
| 4    | Stade toulousain      | 26 | 15 | 0 | 11 | 6  | 5  | 638 | 432 | +206 | 71  |
| 5    | Stade rochelais       | 26 | 15 | 0 | 11 | 6  | 5  | 640 | 466 | +174 | 71  |
| 6    | Racing 92             | 26 | 16 | 0 | 10 | 4  | 2  | 661 | 568 | +93  | 70  |
| 7    | ASM Clermont          | 26 | 14 | 0 | 12 | 6  | 4  | 649 | 557 | +92  | 66  |
| 8    | RC Toulon             | 26 | 13 | 2 | 11 | 4  | 5  | 572 | 504 | +68  | 65  |
| 9    | Lyon OU               | 26 | 13 | 0 | 13 | 6  | 6  | 637 | 558 | +79  | 64  |
| 10   | Section paloise       | 26 | 11 | 1 | 14 | 1  | 3  | 568 | 664 | -96  | 50  |
| 11   | Stade français Paris  | 26 | 11 | 0 | 15 | 2  | 4  | 544 | 651 | -107 | 50  |
| 12   | CA Brive              | 26 | 9  | 1 | 16 | 4  | 4  | 453 | 631 | -178 | 46  |
| 13   | USA Perpignan P       | 26 | 9  | 0 | 17 | 2  | 5  | 491 | 664 | -173 | 43  |
| 14   | Biarritz olympique P  | 26 | 5  | 0 | 21 | 1  | 3  | 449 | 885 | -436 | 24  |

#### Affluences
Le graphique qui aurait dû être présenté ici ne peut pas être affiché car il utilise l'ancienne extension Graph, désactivée pour des questions de sécurité. Des indications pour créer un nouveau graphique avec la nouvelle extension Chart sont disponibles ici.

#### Statistiques

##### Meilleurs réalisateurs (Top 5)
| Rang | Joueur         | Poste            | Points | Essais | Transformations | Pénalités | Drops |
| ---- | -------------- | ---------------- | ------ | ------ | --------------- | --------- | ----- |
| 1    | Ihaia West     | Demi d'ouverture | 171    | 3      | 27              | 33        | 1     |
| 2    | Pierre Popelin | Demi d'ouverture | 85     | 2      | 18              | 13        | 0     |
| 3    | Jules Favre    | Centre           | 47     | 9      | 1               | 0         | 0     |
| 4    | Jules Plisson  | Demi d'ouverture | 46     | 0      | 5               | 12        | 0     |
| 5    | Dillyn Leyds   | Ailier           | 42     | 8      | 1               | 0         | 0     |

##### Meilleurs buteurs
| Rang | Joueur         | Poste            | Points | Transformations | Pénalités | Drops |
| ---- | -------------- | ---------------- | ------ | --------------- | --------- | ----- |
| 1    | Ihaia West     | Demi d'ouverture | 156    | 27              | 33        | 1     |
| 2    | Pierre Popelin | Demi d'ouverture | 75     | 18              | 13        | 0     |
| 3    | Jules Plisson  | Demi d'ouverture | 46     | 5               | 12        | 0     |
| 4    | Jules Favre    | Centre           | 2      | 1               | 0         | 0     |
| 5    | Dillyn Leyds   | Ailier           | 2      | 1               | 0         | 0     |

##### Meilleurs marqueurs
| Rang | Joueur             | Poste            | Essais |
| ---- | ------------------ | ---------------- | ------ |
| 1    | Jules Favre        | Centre           | 9      |
| 2    | Dillyn Leyds       | Ailier           | 8      |
| 3    | Tawera Kerr-Barlow | Demi de mêlée    | 6      |
| 4    | Levani Botia       | Centre           | 5      |
| 5    | Grégory Alldritt   | Troisième ligne  | 3      |
| 5    | Uini Atonio        | Pilier droit     | 3      |
| 5    | Thomas Berjon      | Demi de mêlée    | 3      |
| 5    | Eneriko Buliruarua | Centre           | 3      |
| 5    | Arthur Retière     | Ailier           | 3      |
| 5    | William Skelton    | Deuxième ligne   | 3      |
| 5    | Ihaia West         | Demi d'ouverture | 3      |
| 11   | Facundo Bosch      | Talonneur        | 2      |
| 11   | Pierre Bourgarit   | Talonneur        | 2      |
| 11   | Wiaan Liebenberg   | Troisième ligne  | 2      |
| 11   | Rémi Picquette     | Deuxième ligne   | 2      |
| 11   | Pierre Popelin     | Demi d'ouverture | 2      |
| 11   | Dany Priso         | Pilier gauche    | 2      |
| 11   | Raymond Rhule      | Ailier           | 2      |
| 17   | Paul Boudehent     | Troisième ligne  | 1      |
| 17   | Pierre Boudehent   | Centre           | 1      |
| 17   | Rémi Bourdeau      | Troisième ligne  | 1      |
| 17   | Brice Dulin        | Arrière          | 1      |
| 17   | Kevin Gourdon      | Troisième ligne  | 1      |
| 17   | Matthias Haddad    | Troisième ligne  | 1      |
| 17   | Ramiro Herrera     | Pilier droit     | 1      |
| 17   | Thomas Lavault     | Deuxième ligne   | 1      |
| 17   | Jules Le Bail      | Demi de mêlée    | 1      |
| 17   | Guram Papidze      | Pilier droit     | 1      |
| 17   | Romain Sazy        | Deuxième ligne   | 1      |
| 17   | Joel Sclavi        | Pilier droit     | 1      |

### Champions Cup
Lors de la saison 2021-2022 de la Champions Cup le Stade rochelais fait partie de la poule A et est opposé aux anglais de  Bath Rugby et aux écossais des  Glasgow Warriors.

#### Résumé
Les matches du Stade rochelais de la Champions Cup 2021-2022 :
| Date                                        | Heure      | Domicile              | Score   | Extérieur             | Stade                  | Diffusion TV            | Journée                                | Classement      |
| ------------------------------------------- | ---------- | --------------------- | ------- | --------------------- | ---------------------- | ----------------------- | -------------------------------------- | --------------- |
| Phase de groupes de Champions Cup (poule A) |            |                       |         |                       |                        |                         |                                        |                 |
| 12 décembre 2021                            | 16:15 CET  | Stade rochelais       | 20 - 13 | Glasgow Warriors      | Stade Marcel-Deflandre | beIn Sports 1, France 2 | 1re journée de la Champions Cup        | 5e              |
| Non joué                                    | -          | Bath Rugby            | 0 - 0   | Stade rochelais       | The Recreation Ground  | -                       | 2e journée de la Champions Cup         | 4e              |
| 15 janvier 2022                             | 18:30 CET  | Stade rochelais       | 39 - 21 | Bath Rugby            | Stade Marcel-Deflandre | beIn Sports 2           | 3e journée de la Champions Cup         | 3e              |
| 23 janvier 2022                             | 21:00 CET  | Glasgow Warriors      | 30 - 38 | Stade rochelais       | Scotstoun Stadium      | beIn Sports 3           | 4e journée de la Champions Cup         | 3e              |
| Phases finales de la Champions Cup          |            |                       |         |                       |                        |                         |                                        |                 |
| 9 avril 2022                                | 14:00 CEST | Union Bordeaux-Bègles | 13 - 31 | Stade rochelais       | Stade Chaban-Delmas    | beIn Sports             | 8e de finale aller de la Champions Cup | Cumul : 36 - 62 |
| 16 avril 2022                               | 16:00 CEST | Stade rochelais       | 31 - 23 | Union Bordeaux-Bègles | Stade Marcel-Deflandre | beIn Sports, France 2   | 8e de finale aller de la Champions Cup | Cumul : 36 - 62 |
| 7 mai 2022                                  | 18:30 CEST | Stade rochelais       | 31 - 19 | Montpellier HR        | Stade Marcel-Deflandre | beIn Sports             | 1/4 de finale de la Champions Cup      |                 |
| 15 mai 2022                                 | 16:00 CEST | Racing 92             | 13 - 20 | Stade rochelais       | Stade Bollaert-Delelis | beIn Sports, France 2   | 1/2 de finale de la Champions Cup      |                 |
| 28 mai 2022                                 | 17:45 CEST | Leinster Rugby        | 21 - 24 | Stade rochelais       | Stade Vélodrome        | beIn Sports, France 2   | Finale de la Champions Cup             |                 |

#### Affluences
Le graphique qui aurait dû être présenté ici ne peut pas être affiché car il utilise l'ancienne extension Graph, désactivée pour des questions de sécurité. Des indications pour créer un nouveau graphique avec la nouvelle extension Chart sont disponibles ici.

#### Statistiques

##### Meilleurs réalisateurs (Top 5)
| Rang | Joueur           | Poste            | Points | Essais | Transformations | Pénalités | Drops |
| ---- | ---------------- | ---------------- | ------ | ------ | --------------- | --------- | ----- |
| 1    | Ihaia West       | Demi d'ouverture | 76     | 2      | 12              | 14        | 0     |
| 2    | Pierre Popelin   | Demi d'ouverture | 29     | 0      | 7               | 5         | 0     |
| 3    | Raymond Rhule    | Ailier           | 20     | 4      | 0               | 0         | 0     |
| 4    | Grégory Alldritt | Troisième ligne  | 10     | 2      | 0               | 0         | 0     |
| 4    | Levani Botia     | Centre           | 10     | 2      | 0               | 0         | 0     |
| 4    | Pierre Bourgarit | Centre           | 10     | 2      | 0               | 0         | 0     |
| 4    | Jonathan Danty   | Centre           | 10     | 2      | 0               | 0         | 0     |
| 4    | Rémi Picquette   | Deuxième ligne   | 10     | 2      | 0               | 0         | 0     |

##### Meilleurs buteurs
| Rang | Joueur         | Poste            | Points | Transformations | Pénalités | Drops |
| ---- | -------------- | ---------------- | ------ | --------------- | --------- | ----- |
| 1    | Ihaia West     | Demi d'ouverture | 66     | 12              | 14        | 0     |
| 2    | Pierre Popelin | Demi d'ouverture | 29     | 7               | 5         | 0     |

##### Meilleurs marqueurs
| Rang | Joueur             | Poste            | Essais |
| ---- | ------------------ | ---------------- | ------ |
| 1    | Raymond Rhule      | Ailier           | 4      |
| 2    | Grégory Alldritt   | Troisième ligne  | 2      |
| 2    | Levani Botia       | Centre           | 2      |
| 2    | Pierre Bourgarit   | Talonneur        | 2      |
| 2    | Jonathan Danty     | Centre           | 2      |
| 2    | Rémi Picquette     | Deuxième ligne   | 2      |
| 2    | Ihaia West         | Demi d'ouverture | 2      |
| 4    | Paul Boudehent     | Troisième ligne  | 1      |
| 4    | Pierre Boudehent   | Centre           | 1      |
| 4    | Eneriko Buliruarua | Centre           | 1      |
| 4    | Tawera Kerr-Barlow | Demi de mêlée    | 1      |
| 4    | Dillyn Leyds       | Ailier           | 1      |
| 4    | Dany Priso         | Pilier gauche    | 1      |
| 4    | Arthur Retière     | Ailier           | 1      |
| 4    | Victor Vito        | Troisième ligne  | 1      |
| 4    | Reda Wardi         | Pilier gauche    | 1      |

### Supersevens
Pour la deuxième édition du Supersevens (édition annulée la saison précédente) la compétition de rugby à 7 se déroule en quatre étapes. Trois étapes qualificatives en août dans trois villes différentes :
- Aix-en-Provence le 14 août au Stade Maurice-David
- Toulouse le 21 août au Stade Ernest-Wallon
- La Rochelle le 28 août au Stade Marcel-Deflandre

Au cours de chacune des 3 étapes de classement, 22 matches de deux fois 7 minutes sont disputées.
Les vainqueurs d'étape et les meilleures équipes du classement général de cette tournée estivale se retrouvent forment un top 8 pour ensuite  se disputer le titre de champion de France lors de la grande finale organisée le 13 novembre 2021 à la Paris La Défense Arena. Les 14 équipes du Top 14 participent au tournoi ainsi que les Barbarians français et Monaco rugby sevens.
C'est le manager des espoirs,  Sébastien Morel, qui sera à la tête de l'équipe pendant le tournoi du Supersevens.
| Poste au rugby à 7 | Nom                 | Naissance        | Nationalité sportive | Club actuel       | Statut                        | Sélection pour l'étape | Sélection pour l'étape | Sélection pour l'étape | Sélection pour l'étape |
| Poste au rugby à 7 | Nom                 | Naissance        | Nationalité sportive | Club actuel       | Statut                        | Aix-en-Provence        | Toulouse               | La Rochelle            | Nanterre (finale)      |
| ------------------ | ------------------- | ---------------- | -------------------- | ----------------- | ----------------------------- | ---------------------- | ---------------------- | ---------------------- | ---------------------- |
| Avants             | César Baudin        | 18 juillet 1999  | France               | Niort rugby club  | Amateur                       | ✔️                     | ❌                     | ❌                     | ❌                     |
| Avants             | Pierre Boudehent    | 6 février 1998   | France               | Stade rochelais   | Professionnel                 | ✔️                     | ✔️                     | ✔️                     | ✔️                     |
| Avants             | Josselin Bouhier    | 18 février 2003  | France               | Stade rochelais   | Espoir                        | ✔️                     | ✔️                     | ✔️                     | ❌                     |
| Avants             | Noé Della-Schiava   | 28 février 2002  | France               | Stade rochelais   | Espoir                        | ✔️                     | ✔️                     | ✔️                     | ✔️                     |
| Avants             | Michel Himmer       | 5 avril 2000     | Allemagne            | Stade rochelais   | Espoir                        | ❌                     | ❌                     | ❌                     | ✔️                     |
| Avants             | Julien Ichambre     | 12 décembre 2000 | France               | Stade rochelais   | Espoir                        | ✔️                     | ✔️                     | ✔️                     | ✔️                     |
| Avants             | Oscar Jégou         | 2003             | France               | Stade rochelais   | Espoir                        | ❌                     | ❌                     | ❌                     | ✔️                     |
| Avants             | Mathis Lafon        | 28 février 1999  | France               | Stade rochelais   | Espoir                        | ✔️                     | ✔️                     | ✔️                     | ✔️                     |
| Avants             | Guillaume Lagahe    | 3 août 2000      | France               | Stade rochelais   | Espoir                        | ✔️                     | ✔️                     | ✔️                     | ❌                     |
| Avants             | Joel Sclavi         | 25 juin 1994     | Argentine            | Stade rochelais   | Professionnel                 | ❌                     | ❌                     | ❌                     | ✔️                     |
| Avants             | Marika Vunibaka     | 12 mai 1994      | Fidji                | Niort rugby club  | Amateur                       | ❌                     | ✔️                     | ✔️                     | ❌                     |
| Arrières           | Martin Alonso Munoz | 2 décembre 1999  | Espagne              | Stade rochelais   | Espoir (groupe professionnel) | ✔️                     | ✔️                     | ✔️                     | ✔️                     |
| Arrières           | Thomas Berjon       | 12 avril 1998    | France               | Stade rochelais   | Professionnel                 | ✔️                     | ✔️                     | ✔️                     | ❌                     |
| Arrières           | Malcom Bertschy     | 27 janvier 2000  | France               | Stade rochelais   | Espoir (groupe professionnel) | ✔️                     | ✔️                     | ✔️                     | ✔️                     |
| Arrières           | Romaric Camou       | 9 octobre 1996   | France               | USON Nevers Rugby | Professionnel                 | ❌                     | ❌                     | ❌                     | ✔️                     |
| Arrières           | Harry Glynn         | 22 août 2001     | Angleterre           | Stade rochelais   | Espoir                        | ✔️                     | ✔️                     | ✔️                     | ✔️                     |
| Arrières           | Nils Guyon          | 9 septembre 2000 | France               | Stade rochelais   | Espoir                        | ✔️                     | ✔️                     | ✔️                     | ❌                     |
| Arrières           | Victor Olivier      | 31 août 2001     | France               | Stade rochelais   | Espoir                        | ✔️                     | ✔️                     | ✔️                     | ✔️                     |
| Arrières           | Thibault Rabourdin  | 20 janvier 2001  | France               | Stade rochelais   | Espoir                        | ✔️                     | ✔️                     | ✔️                     | ✔️                     |

#### Étape d'Aix-en-Provence
L'étape d'Aix-en-Provence se déroule le 14 août 2021 au Stade Maurice-David :
| Équipe 1         | Score   | Équipe 2              | Catégorie                    |
| ---------------- | ------- | --------------------- | ---------------------------- |
| Stade rochelais  | 17 - 36 | Biarritz olympique PB | 1/8 de finale                |
| Stade toulousain | 14 - 33 | Stade rochelais       | Match de classement (9e-16e) |

À l'issue de la première étape du tournoi, le Stade rochelais se classe à la 11e place du classement général.

#### Étape de Toulouse
L'étape de Toulouse se déroule le 21 août 2021 au Stade Ernest-Wallon :
| Équipe 1         | Score   | Équipe 2        | Catégorie                   |
| ---------------- | ------- | --------------- | --------------------------- |
| ASM Clermont     | 17 - 19 | Stade rochelais | 1/8 de finale               |
| Stade toulousain | 19 - 7  | Stade rochelais | 1/4 de finale               |
| Montpellier HR   | 5 - 55  | Stade rochelais | Match de classement (5e-8e) |

Le club termine cette manche en 5e position. À l'issue de la deuxième étape du tournoi, le Stade rochelais se classe à la 8e place du classement général.

#### Étape de La Rochelle
L'étape de La Rochelle se déroule le 28 août 2021 28 au Stade Marcel-Deflandre :
| Équipe 1            | Score   | Équipe 2              | Catégorie                   |
| ------------------- | ------- | --------------------- | --------------------------- |
| Stade rochelais     | 28 - 7  | LOU rugby             | 1/8 de finale               |
| Monaco rugby sevens | 14 - 10 | Stade rochelais       | 1/4 de finale               |
| Stade rochelais     | 19 - 10 | Biarritz olympique PB | Match de classement (5e-8e) |

Le club termine cette manche en 5e position. À l'issue de la troisième étape du tournoi, le Stade rochelais se classe à la 8e place du classement général. Le club est donc qualifié pour l'étape finale du Supersevens 2021 à Paris La Défense Arena (Nanterre) le 13 novembre 2021.

#### Étape finale de Nanterre
L'étape finale de Nanterre se déroule le 13 novembre 2021 à la Paris La Défense Arena :
Cette finale regroupe le top 8 du classement général des trois étapes soit : 
- Les deux vainqueurs : la Section paloise (Aix-en-Provence et 7e) et Monaco rugby sevens (Toulouse, La Rochelle et 1er)
- Les autres équipes qui complètent le top 8 : le RC Toulon (2e), les Barbarians français (3e), le Racing 92  (4e), le Biarritz olympique (5e), l'ASM Clermont (6e) et le Stade rochelais (8e).

| Équipe 1            | Score   | Équipe 2              | Catégorie                   |
| ------------------- | ------- | --------------------- | --------------------------- |
| Monaco rugby sevens | 17 - 12 | Stade rochelais       | 1/4 de finale               |
| Stade rochelais     | 12 - 43 | Biarritz olympique PB | Match de classement (5e-8e) |
| Stade rochelais     | 19 - 24 | RC Toulon             | Match de classement (7e-8e) |

À l'issue de l'étape finale du tournoi, le Stade rochelais se classe à la 8e place du classement final de l'édition 2021 du Supersevens.

## Sélections internationales
| Joueur             | Poste           | Pays      | Appelés pour les compétitions | Appelés pour les compétitions | Appelés pour les compétitions | Appelés pour les compétitions | Sélections (points) |
| Joueur             | Poste           | Pays      | The Rugby Championship 2021   | Tournée d'automne 2021        | Tournoi des Six Nations 2022  | Matchs amicaux 2022           | Sélections (points) |
| ------------------ | --------------- | --------- | ----------------------------- | ----------------------------- | ----------------------------- | ----------------------------- | ------------------- |
| Levani Botia       | Centre          | Fidji     |                               | Forfait                       |                               |                               | 0 (0)               |
| Eneriko Buliruarua | Centre          | Fidji     | ✔️                            | 1 (0)                         |                               |                               |                     |
| Grégory Alldritt   | Troisième ligne | France    | ✔️                            | ✔️                            | 8 (0)                         |                               |                     |
| Uini Atonio        | Pilier droit    | France    | ✔️                            | ✔️                            | 7 (0)                         |                               |                     |
| Pierre Bourgarit   | Talonneur       | France    | ✔️                            | Forfait                       | 0 (0)                         |                               |                     |
| Paul Boudehent     | Troisième ligne | France    | ❌                            | ✔️                            | 0 (0)                         |                               |                     |
| Jonathan Danty     | Centre          | France    | ✔️                            | ✔️                            | 7 (5)                         |                               |                     |
| Brice Dulin        | Arrière         | France    | ✔️                            | ✔️                            | 0 (0)                         |                               |                     |
| Jules Favre        | Centre          | France    | ❌                            | ✔️                            | 0 (0)                         |                               |                     |
| Thomas Lavault     | Deuxième ligne  | France    | ❌                            | ✔️                            | 0 (0)                         |                               |                     |
| Dany Priso         | Pilier gauche   | France    | ✔️                            | ✔️                            | 0 (0)                         |                               |                     |
| William Skelton    | Deuxième ligne  | Australie | ❌                            | ✔️                            |                               | 3 (0)                         |                     |
| Facundo Bosch      | Talonneur       | Argentine | ✔️                            | ✔️                            | 6 (5)                         |                               |                     |
| Joel Sclavi        | Pilier droit    | Argentine | Forfait                       | ❌                            | ✔️                            | 0 (0)                         |                     |
| Guram Papidze      | Pilier droit    | Géorgie   |                               | ❌                            | ✔️                            | 0 (0)                         |                     |

## Récompenses individuelles
- Grégory Alldritt : Joueur du mois de décembre du Top 14
- Tawera Kerr-Barlow : Joueur de la 4e journée du Top 14
- Matthias Haddad : Joueur de la 25e journée du Top 14
- Thomas Berjon : Joueur de la 26e journée du Top 14
- Uini Atonio : Pilier droit de la saison du Top 14
- Jonathan Danty : Premier centre de la saison du Top 14
- Dany Priso : Pilier gauche de la saison de Champions Cup
- William Skelton : Deuxième ligne de la saison de Champions Cup
- Raymond Rhule : Ailier droit de la saison de Champions Cup
- Grégory Alldritt : Troisième ligne centre de la saison de Champions Cup
- Thomas Berjon : Plus bel essai de la saison de 2021-2022 du Top 14 lors de la Nuit du rugby
- Grégory Alldritt :   Oscar d'argent du Midi Olympique
- Jonathan Danty :   Oscar Europe du Midi Olympique